# خوارق اللاشعور
خوارق اللاشعور أسرار الشخصية الناجحة - كتاب للدكتور علي الوردي - وهو عالم اجتماع عراقي، طبع الكتاب لأول مرة في عام 1951 ببغداد ثم طبع للمرة الثانية عام 1996 - بعد وفاة الدكتور - في لندن، ثم طبع عدة طبعات في بيروت والعراق.
كتاب خوارق  اللاشعور هو دراسة للنفس البشرية حيث يبحث مجال العبقرية البشرية و  كيفية  الوصول إلى هذه  المرتبة وكذلك دور العقل  الباطن في العملية  الفكرية و  كيفية استغلاله ولعلى الوردى  دور  كبير في  هذا المجال  ويعتبر من  أبرز  من  ألف في مجال الكتب  الفكرية.
يقع الكتاب في 238 صفحة - حسب طبعة دار الوراق للنشر - يتضمن خمسة فصول رئيسية بالإضافة إلى المقدمة والتذييل وهي: 
- الفصل الأول: الإطار الفكري
- الفصل الثاني: المنطق الأرسوطاليسي،
- الفصل الثالث: الإدارة والنجاح
- الفصل الرابع: خوارق اللاشعور
- الفصل الخامس: النفس والمادة.

يفتتح الكاتب الكتاب بتحذير يقول فيه للقراء مايلي: إن هذا الكتاب ربما ينفع الراشدين من الناس - أولئك الذين خبروا الحياة وأصابهم من نكباتها وصدماتها ما أصابهم. أما المستجدون المدللون والأغرار الذين لم يمارسوا بعد مشكلة الواقع ولم يذوقوا من مرارة الحياة شيئا فالأولى بهم أن لا يقأوا هذا الكتاب.. إنه قد يضرهم ضررا بليغا.

## الفصل الأول

### الإطار الفكري
يتحدث علي الوردي في هذا الفصل عن الإطار الفكري وهو عبارة عن اطار لا شعوري يقيد تفكير الإنسان ويجعله ينظر إلى الامور من منظار معين وهذا الإطار ينتج من علاقة الإنسان ببيئته وتأثره بها.. وهذا الإطار الاشعوري  وجود هذا الإطار فهو متحيز في تفكيره ولكنه لا ينكر مع ذلك تحيزه الفكري.. 
وينقسم عناصر الإطار الفكري إلى:
قيود نفسيه: مثلاً كعشق انسان لشخصية تاريخيه وجد فيها اشباع لبعض رغباته المكبوته كحب القوة.. فهو يجد في نفسه نقصاً سدته هذه الشخصية 
قيود اجتماعية: كصراع بين شخصين كل منهما من طائفه مختلفه.. وكل منهما يبرز البراهين والادله على انه على حق.. وحينما يجد ان الآخر غير مقتنع يأخذ بشتمه وسبه لانه متعصب ويرفض الحق وهما بذلك كرجلين يقفان امام هرم، احدهما يقول ان لونه اصفر والآخر ان لونه ازرق، والواقع ان الهرم اصفر من ناحية وازرق من الناحية الأخرى.. ولكن كل واحد منهما ينظر للهرم من الناحية التي يقف عندها ولا يقبل ان يذهب للناحية الأخرى ليتأكد
قيود حضارية: وهي القيم التي تختلف مثلا بين البدو والامريكان.. فالبدوي مثلا يرفض حدوث اية علاقة بين ابنته مع رجل غريب.. بينما يجد الأمريكي الامر طبيعياً وعادياً
باختصار الإنسان متحيز بشكل أو بآخر في تفكيره.. وان مشكلة النزاع البشري هي مشكلة المعايير والمناظير قبل ان تكون مشكلة الحق والباطل وما كان الناس يحسبون انه نزاع بين حق وباطل هو في الواقع نزاع بين حق وحق آخر، فكل متنازع في الغالب يعتقد انه المحق وخصمه المبطل ولو نظرت إلى الامور من نفس الزاوية التي ينظر منها أي متنازع لوجدت شيئاَ من الحق معه قليلاً أو كثيراً 
تقول مدام شتايل في قول لها مشهور: لو عرفت كل شي، لعذرت كل فرد
والانسان العبقري هو الإنسان الذي يستطيع ان يتحرر جزئياً من اطاره الفكري..

## الفصل الثاني

### الارسطوطاليسي
ينتقد علي الوردي في هذا الفصل المنطق الارسطوطاليسي الذي يهدف إلى جعل التفكير يسير وفق منهج يعصمه من الخطأ.. فهذا المنهج ثابت بينما الواقع متغير.. فما الذي يدريهم فقد يتغير الشي بعد إصدار الحكم فيه.. ولهذا فهذا المنطق بعيد عن الواقع ويجعل الإنسان يعيش في برج عاجي ينظر فيه إلى الواقع من عل.. بينما من المفترض لكي يفهم الإنسان الواقع ان يتعايش مع افراد مجتمعه ويدرس مشاكلهم.. ويعتقد اتباع هذا المنطق ان الحقيقة ثابته وليست نسبيه.. وهذا ما يجعل الناس ينظرون للحقيقة من منظور واحد ويعتبرنها مطلقه.. وهذا ما نراه في المناظرات بين المذاهب.. فكل طائفة تأتي بالادله المنطقيه التي تؤيدها.. وحينما تستمع لادلتها تقف عاجزاً عن معرفة الفرقة المحقة.. فكل واحدة منهم تستعمل المنطق لصالحها 
كما ان هذا المنطق يؤدي بصاحبه إلى ازدواجية الشخصية.. ففي البيئات التي يكثر فيها الجدل المنطقي.. يحتار المشاهد مع ايهما الحق.. وايهما أكثر افحاماً للآخر.. والمتعايشين في هذه البيئة يجب ان يتأثروا بهذا الوضع قليلا ام كثيراً.. فتراه يركز على الغلبة في الجدال.. دون الاهتمام بمعرفة الحقيقة.. وبهذا يصبح سوفسطائياً في ظاهر امره ارسطوطاليسي.
ثم انتقد علي الوردي القوانين الثلاثة التي وضعها المناطقة القدماء 
قانون الذاتيه: أي ان الشي هو هو وهذا القانون يقول بالحقيقة الثابتة وان الحقيقة هي اساس الكون وهذه الفكرة اثبت العلم انها خاطئة وان الحركة هي اساس الكون.. 
قانون عدم التناقض: وهي ان الشئ لا يمكن ان يكون فاقداً وحائزاً لصفة معينه في نفس الوقت.. فاما ان يكون حقاً أو باطلاً وليس باطلاً وحقاً في آن معاً.. أي ان الحقيقة مطلقه وليست نسبيه وهذا مخالف للواقع.. فلا يوجد حاكم عادل بشكل مطلق.. ولا حاكم ظالم بشكل مطلق.. بل مزيج بين الاثنين.. والحاكم حينما نطلق عليه صفة العدل فذلك لان نسبة عدله أكثر من ظلمه.. اما الظالم فلئن ظلمه فاق عدله.. 
قانون الوسط المرفوع: ان العالم مؤلف من طرفين لا ثالث لهما.. الحق والباطل أو الخير والشر أو القبح والجمال أو... الخ.. فيجب ان يكون الشي اما من هذا الجانب أو ذاك وليس هذا وذاك في آن معاً.. ولكن العلوم الحديثه تقول ان ذلك ليس صحيحاً.. فقد اثبت العلم ان المادة ليست موجوده في مكان معين بل هي موجوده هنا وهناك في نفس الوقت.. فالمادة مؤلفة من طاقة كهربائيه.. وقد اثبتت ابحاث الذرة الاخيره ان المجال الكهربائي المغناطيسي يشمل الكون كله.. أي ان القلم الذي امسكه بيدي موجود في كل مكان.
وبعد ذلك يبين لنا علي الوردي النتائج السلبية المترتبه على متبعي هذا المنطق.. ومن اهمها هذا المنطق يعرقل النجاح في الحياة فهو كما قلنا لا ينطبق على الواقع المعيشي.. فقد تجد تاجرين يبيعنا نفس البضاعة وفي النهاية تجد احدها قد ربح فيها ربحاً وفيراً والآخر خسر فيها كل امواله.. وهنا نجد ان المنطق يخالف ما حدث.. لان الواقع شي مختلف.. فقد نجد ان السبب في ما حدث هو ان التاجر الناجح قد نجح بسبب امتلاكه وجهاً صبوحاً ووسيماً اما الآخر فقد نجده قبيحاً أو مشوهاً.. وحينما يفكر هذا التاجر الخاسر في الامر لا يجد سبباً منطقياً واحداً لخسارته.. والسبب في ذلك ان النجاح والخسارة في الواقع لا تنطبق على المنطق بل ان النجاح في الحياة العملية يحدث غالباً باستغلال القوى الاشعورية في داخل الإنسان.. فقد نجد تاجراً يرفض صفقة تجارية مغريه دون سبب مقنع.. فهو يجري الامور على بديهيته ويجعل اللاشعور هو من يسير عمله.. وغالباً ما يكون هذا النوع من التجار ناجحاً في حياته.

## الفصل الثالث

### الإرادة والنجاح
في هذا الفصل يبين لنا علي الوردي كيف ان الإرادة وحدها لا تكفي لبلوغ المرام وان عبارة من جد وجد ومن سار على الدرب وصل في في الحقيقة عبارة خاطئه.. فالإرادة القويه للوصول لامر ما لا يكون لها معنى دون ان يكون للفرد مقدره للوصول اليه.. بل على العكس يكون لها ضرر كبير.. كما تحدث لنا عن نظرية الجهد المعكوس التي تحدث عندما تسيطر فكره على شخص ما بحيث تصبح متغلغله في اغوار عقله الباطن فيؤدي ذلك إلى ان كل الجهود الواعيه التي يبذلها الشخص في مخالفة تلك الفكرة تؤدي إلى عكس النتيجة التي كان يبتغيها منها.. فمثلا لو كان هناك شخص يسير على حافة جبل فانه ما يكاد يتخيل انه سيسقط حتى يسقط فعلاً.. لانه في هذه الحالة يحصل معه تنازع بين الشعور واللاشعور فالانسان حينها تنبعث من عقله نزعتان متعاكستان.. الأولى لا شعوريه تدفع الشخص للسقوط وتسيطر عليه وتتحكم به وتدفعه لتحقيق ذلك الخيال.. اما الثانية فهي ارادته التي تحرضه على الثبات وعدم السقوط.. والخلاصة ان الإرادة حينما تعاكس المخلية تمسي مضرة.. فكلما تعاكست الإرادة مع المخيلة ازادادت المخليه في إنتاج العمل غير المرغوب به فيه ازدياداً تصاعدياً.. ولهذا فان الإنسان الناجح هو من يتخيل النجاح.. ولهذا من المفترض علينا ان نقول لابنائنا " انتم ناجحون " بدلاً من ان نقول لهم " كونوا ناجحين ", كما ان على الإنسان ان يقوم بالعمل بشيئ من الهدوء والاسترسال والارتجال وعدم الدقة الشديده أو التكلف في العمل.. بل السماح لومضات الاشعور بالانبعاث.. ولهذا نجد المدققين كثيراً في العمل والطالبين الكمال فيه يصابون غالباً بعقدة الاستكمال أي الوسواس.. الذي حينما يود القيام بعمل فهو يدقق فيه تدقيقاً كبيراً مما يحعله يدقق حد لاجل التدقيق ذاته وينسى الهدف الذي يدقق من اجله... ولهذا علينا ان ننسى امر النقص فالوصول للكمال امر مستحيل ونسير في العمل سيراً طبيعياً سامحين لطاقاتنا الداخليه بالظهور..

## الفصل الرابع

### خوارق اللاشعور
صنف علي الوردي الذين يؤمنون بوجود العقل الباطن إلى:
1 - اتباع مدرسة التحليل النفسي الذي تجد ان العقل الباطن مكان الرغبات المكبوته
2- الذين يعتقدون بان العقل الباطن هو مهبط الوحي والإلهام ومنبع العبقرية والنبوة عند الإنسان
وقد كان البحث العلمي في هذا الموضوع يسير على طريقتين:
1 - الاعتناء بجمع الوثائق وفحصها والتثبت من صدق شهودها..وهذه الطريقة هي ما سارت عليه جمعيات المباحث النفسيه في العالم
2 - هي طريقة البرفسور راين واتباعه وهي التي تجري على اساس التجريب والإحصاء.
وكلا هاتين الطريقتين وصلتا إلى نتائج متشابهة تقول ان لدى الإنسان قدى على الإحساس الخارق.. 
وبعد ذلك انتشرت بعض الفرضيات والنظريات لتفسير هذه الظاهرة وكان من أشهر الفرضيات.. فرضية تشنر وفرضية سينل
فرضين تنشر: ان العقل الباطن أو اللاشعور له قدرة على تخطي المسافات المكانيه وذلك لانه شي غير مكاني، فالعقل الواعي يخص الفرد وحده اما اللاواعي فهو يشارك به العالم بأسره.. ويقول سينل ان العقل الظاهر يعرقل عمل الباطن ولهذا نجد اصحاب المواهي لا ينتفعون من مواهبهم الا في حالة صفاء الذهن وخمود العقل الواعي
فرضية سينل: يعتقد بوجود حاسة سادسه في الإنسان تمكنه من ادراك اشياء لا يمكن ادراكها بواسطة الحواس الخمس المعروفة.. كما انه يعتقد بان كل مادة في الكون تبعث ذبذبات.. ويرى ان الحاسة السادسه هي ناتجه عن نتوء صنوبري صغير موجود في اسفل دماغ الإنسان.. ويرى بانه عن طريق هذا النتوء يستطيع الإنسان استقبال الذبذبات من الخارج والتأثر بها.. ولان الإنسان يفكر ويتامل ويتدبر فلذلك هو لا يستطيع الانتباه لها على عكس الحيوان الذي يشعر بما نسميه " غريزة التأويب " فهو لا يفكر وبذلك يكون ذهنه صافياً.. 
مال كثير من الباحثين إلى تفسير الإحساس الخارق إلى وجود امواج أو ذبذبات خفية يتأثر بها الإنسان من حيث لا يشعر.. وقد جوبه هذا التفسير بكثير من الاعتراضات.. من اهمها:
1- ان الإحساس الخارق لا يتأثر بالمسافة فقد يقرأ الموهوب فكر غيره وهو قريب منه ولكنه يبقى قادر على ذلك حين يبتعد عنه.. وقد ظهر من بعض تجارب راين ان الإنسان يستشف الاشياء المغيبه من بعيد اوضح مما يستشفها عن قرب وهذه الحقيقة تنافي فرضية الامواج فالامواج تضعف كلما طالت المسافة..
2- ان الإحساس الخارق قادر على التنبؤ احيانا عن بعض حوادث المستقبل وهذه الحقيقة تنافي ايضاً فرضية الامواج.. حيث لا يستطيع الإنسان تصور امواجاً تصدر عن احداث لم تحدث بعد
ان هذين الاعتراضين قويان حقاً ولكنهما مع ذلك لا يخلوان من ضعف.. فنحن اليوم لا نعرف عن طبيعة الإحساس الخارق شيئاً كثيراً حيف لا نزال في بداية الطريق ولا نعلم ما سيكشف لنا البحث في الايام المقبله من اسرار في هذا السبيل..
كما ان ابحاث آينشتاين تقول ان الامواج تسير في فضاء غير هذا الذي نتصوره فالفضاء ليس فراغاً له ابعاد ثلاثه بل ان الفضاء له ابعاد اربعه: الطول والعرض والارتفاع والزمان وهذا القول يؤدي بنا إلى اعتبرا الزمان بعداً في الفضاء لا يختلف عن الابعاد الأخرى اختلافاً جوهرياً.. ومعنى ذلك ان التنبؤ باحداث المستقبل لا يختلف في جوهره عن الإحساس بأشياء موجوده في الوقت الحاضر، ان هذا الامر لا نقدر على تصوره اصلا فاننا قد اعتدنا ان نتصور الزمان منفصلاً عن المكان.. لكن الابحاث الرياضيه لا تجد في ذلك أي صعوبه فالزمان في نظرها امتداد في الفضاء كامتداد الطول العرض والارتفاع.. والمسافة بين الماضي والمستقبل لا تختلف في صميم طبيعتها عن اية مسافة معينه على سطح الأرض.. فالزمان لا يسير.. بل نحن الذين نسير عليه في الواقع ويبدو ان الامواج الكهربائيه على مختلف انواعها تتحرك في فضاء ذي أربعة ابعاد فهي لا تكتفي بابعاد المكان وحده بل تشمل في حركتها بعد الزمان ايضاً.. وان هذه الفرضية ضعيفه على اية حال ولكن هناك من القرائن ما يؤيدها:
1- وجد في الابحاث الفيزيائيه ان شعاع الضوء يظهر على شكل موجات تارة وعلى شكل دفقات متتاليه كطلقات الرشاش تارة أخرى.. وقد حار العلماء في تفسير هذا الامر.. ان من المحتمل اننا حين نرى شعاع الضوء على شكل دفقات متتالية انما نستبين منه قمم الموجات فقط اما البقيه المختفيه فتذهب إلى البعد الرابع.. أي ان كل موجه من امواج الضوء تتحرك في فضاء ذي أربعة ابعاد ونحن لا نرى منها اثناء التجربة الا نقطة واحده وهي القمه اما النقاط الأخرى فتذهب مختفيه في ثنايا الزمان
2- وجد الباحثون ان الإلكترون يقفز داخل الذرة من مدار إلى آخر وهو حين يقفز لا يمر من المسافة التي تفصل بين المدارين بل يختفي من مدار ليظهر في الآخر.. فأين يذهب اثناء القفز ؟.. من المحتمل انه يذهب إلى البعد الرابع ايضاً.. وربما توغل في آلاف السنين الماضيه أو المقبله في لحظه واحده ثم رجع إلى الزمان الحاضر وكانه لم يفعل شيئاً
3 - وجد الباحثون ان الإلكترون يسلك في تموجه داخل الذرة سلوكاً غريباً ليس له سبب ولا يضبطه قانون فهو لا يسير في مدار يمكن تحديده.. فمصله كمثل الناقه التي تخبط في الظلام تخبط عشوائي.. وقد جاء هايزنبرع بمبدأ جديد في علم الفيزياء سمي بمبدأ عدم التحديد ومؤداه ان الطبيعة في مبدأها الاساسي لا تخضع لقانون فهي تسير سيراً كيفياً كأنها تملك مشيئه ذاتيه أو حرة.. وما هذه القوانين الطبيعيه التي نشاهدها في الكون في رأيه الا قوانين احتمال ومعادلات.. أي ان هذه القوانين الظاهرة هي معادلات الحركة التي تتحرك بها بلايين البلايين من الالكترونات الموجوده في الكون اما الإلكترون المفرد فهو يتحرك حركه عشوائيه لا نظام فيها. 
وما يلفت النظر في هذا الموضوع ان هناك عدد من العلماء يفسرون هذه الحركة العشوائيه في سير الإلكترون بقصورنا عن مراقبته مراقبة صحيحه.. فالإلكترون يتحرك في فضاء ذي أربعة ابعاد - أي انه يشمل بحركته الزمان - ولكننا لا نرى حركته الا من خلال ابعادنا الثلاثة وبهذا نحاكي ذلك الذي يكتفي برؤية خيال الشي أو ظله عن رؤيته اياه بالذات يقول البرفسو جينز " ان ما يلوح لنا من عدم خضوع الطبيعة للتحديد قد يكون مصدره اننا نحاول ان نصر في فضاء قليل الابعاد ما يقع من الحوادث في ابعاد كثيره.. فالديدان العمياء التي لا تتعدى مداركها الحسه سطح الأرض ذي البعدين ترى ان الأرض تبتل بين آونه واخرى.. فنحن الذين نستطيع ادراك البعد الثالث نعلل البلل بسقوط المطر ونقدر ان نتنبأ عن الاجزاء التي سينالها المطر من الأرض والتي ستبقى جافه بعد ذلك.. اما الديدان العمياء فهي لا تدرك البعد الرابع ولهذا فهي غير قادره على تحري الاسباب التي تجعل اجزاء معينه من الأرض مبتله واخرى جافه.
ان الهقل الباطن حيز ذهني يجتمع فيه نوعان من الحوافز.. فهو مباءة العقد النفسيه والرغبات المكبوته من ناحية وموئل الإحساس الخارق من الناحية الآخرى..
ولهذا لا يسعنا ان ننصح الفرد بان يصغي إلى حوافز العقل الباطن من غير حذر.. كيلا تطغى عليه وتجعله آله بيدها
كما انه لا يوحد قاعده عامه يسير عليها الفرد في المواقف التي يحتار فيه أي حافز منهم الهام.. ولكن على الفرد ان يفحص حوافزه المتنوعه ثم ينتقي منها ماهو ادعى للإخلاص.. فاذا وجدت نفسك مثلا تريد الكلام للتقرب إلى اصحاب النفوذ أو الحصول لعى تقدير الآخرين فاعلم انك فاشل عاجلاً ام آجلاً.. ان حواس اللاشعور تنبعث من نفس صافيه مطمئنه فينبغي عليك ان لا تنتظر منها خيرا إذا كنت تريد بها اشباع إحدى غرائزك المكبوتة
ان العقل الباطن هو عقل الايمان والعقيدة الراسخة بينما العقل الظاهر هو عقل التفكير والشك والتفلسف فاذا اردت استخدام عقلك الباطن استخدام صحيحاً في النوم أو غيره فعليك ان تبتعد عن كل ما يدعو إلى التفكير والتدليل والتفلسف..

## الفصل الخامس

### النفس والمادة
يبين علي الوردي هنا العلاقة بين المادة والفكر..
فالفكر يؤثر على الجسد فما يكاد الإنسان يخجل حتى تحمر وجنتاه.. والفكر يتاثر بالمادة فحينما يشرب الإنسان مشروباً مسكراً يفقد عقله.. 
كما ان علي الوردي يشدد على مسأله الإيحاء.. ان الإنسان حينما يوحي لنفسه مثلا بانه ليس مريضاً فانه يشفى.. 
ان اللاشعور لا يميز بين الحق والباطل أي ان الإنسان حينما يوحي لنفسه مثلا بان هذه الكلمات تعني ان اشفى من المرض فانه سيشفى حتى وان كانت تلك الكلمات مجرد كلمات جوفاء 
" ان الإنسان كلما تعقد حضارته المادية وزادت ثقافته العقليه ضعفت بذلك قواه النفسيه، كأنما النفس والمادة على طرفي نقيض، فلا تنمو احداهما الا على حساب قوة الأخرى

## أهم مقولات الكتاب
• إنّ التقصد والتعمُّل والتكلف والتعجل أمور مناقضة لحوافز اللاشعور ومفسدة لها.. لهذا فإن الحريص المتكالب على شيء يخطيء كثيراً ويصيب قليلاً، وقد يضيع عليه قسط كبير من معالم النجاح. ص15
• لقد روى لنا الثقات قصصاً عديدة عن أفرادٍ كانوا يملكون القوى النفسية بدرجة عظيمة في أوائل حياتهم ثم ضاعت عليهم تلك الملكة بعدما دخلوا المدرسة ومارسوا التفكير المركز والتمرين في أعمالهم العقلية. ص 33
• إننا يمكننا تشبيه العقل البشري بجبل الجليد الطافي في البحار القطبية لا يظهر منه إلا جزء صغير فوق سطح الماء أما الجزء الأكبر فقد انغمس في الماء لا يُرى منه شيئاً. إن أغلب حركات الإنسان وسكناته يسيرها ذلك الجزء المنغمس من العقل. وليس العقل الظاهرة إلا اخدوعة، الغرض منها التضليل والتمويه ووضع الطلاء والزخرفة على حقائق الأشياء. ص 33
• لقد كان القدماء يعتقدون بأن الإنسان حيوان عاقل. والواقع أنه حيوان متحذلق. فهو متعاقل لا عاقل، يتظاهرة بالتعقل وهو في الحقيقة مجنون.. على وجه من الوجوه. ص35
• مما يؤسف له أن المثقفين بيننا قليلون والمتعلمين كثيرون. ومتعلمونا قد بلغ غرورهم بما تعلموه مبلغاً لا يُحسدون عليه. وهذا هو السبب الذي جعل أحدهم لا يتحمل رأياً مخالفاً لرأيه. ص46
• إن الإنسان لا يستطيع أن يتخلص من إطاره الفكري إلا نادراً. فهو فرض لازب عليه. فالإطار شيء كامن في اللاشعور.. والإنسان لا يستطيع أن يتخلص من شيء لا يشعر به. ص48
• ليس العجيب أن يختلف الناس في أذواقهم وميولهم ولكن العجب بالأحرى أن يتخاصموا من أجل هذا الاختلاف. ص51
• إن العقل يقتبس من الحقيقة الخارجية جزءاً ثم يضيف إليها من عنده جزءاً آخر ليكمل بذلك صورة الحقيقة كما يتخيلها. وهذا هو الذي جعل كل فرد منها يحمل معه حقيقته الخاصة كما يحمل حقيبته. ص53
• قيل في أحد الأمثال الغربية: "غيّر معيشة الإنسان يتغير بذلك تفكيره". وهذا صحيح إلى حدٍ بعيد. فالفقير الجائع لا يكاد لا يفهم الحقيقة إلا على شكل رغيف. أما المدلل المتخوم فتراه مستهاماً بالمثل العليا التي لا فائدة منها مثل الجمال الكامل أو الحق المطلق أو ما إلى ذلك من خزعبلات شوهاء. ص54
• يطلب المثالي من خصمه أن يفكر على أساس المنطق لكي يصل إلى الحقيقة، وهو يقصد بالحقيقة حقيقته الخاصة التي تنفعه. ومعنى هذا أنه يريد من خِصمه أن ينحاز إلى جانبه ويكون عوناًً له على الحياة. أما خِصمه فيداور ويراوغ لأنه هو نفسه يحمل حقيقته الخاصة به ويريد الانتصار لها، هكذا ينشأ النزاع وتثور الفتن بين الناس. ص54
• المضحك أن المثاليين يشغلون أنفسهم دائماً بالبحث وبالتساؤل عمن فرق هذه الأمة أو شق كيان ذلك الدين. وتراهم لذلك في سباب متبادل ومشادة لا حد لها. وما دروا أن كل حركة اجتماعية تحوي بذرة انشقاقها في صميم تكوينها. فهي لا تنجح حتى تنقسم. مثلها في ذلك كمثل الأميبة التي لا تكاد تصل إلى حد معين في نموها حتى تنشق إلى أميبتين، وكل واحدة منها تنشق بدورها إذا وصلت في نموها إلى الحد المعين. ص56
• إن المعرفة عند عامة الناس خاضعة للإرادة الحياة وهي مٌسيرة عادة في سبيل المصالح الشخصية والمنافع الخاصة. أما عند العبقري فالمعرفة هي التي تسير الحياة. ص70
• لعلنا لا نغالي إذا قلنا بأن انتصار منطق أرسطو واندحار السفسطة كان من سوء حظ البشرية. فالسفسطة فلسفة لا تخلو من صواب، إذ هي تمثل وجهاً لا بأس به من حقيقة الكون. ص78
• نستطيع أن نعتبر ابن خلدون أنه (هيجل) العرب. ففلسفته الاجتماعية تدور في الغالب حول هذا (الديالكتيك) الذي يقوم على التناقض. وهو بهذا قد نسف القانون الذي آمن به المناطقة القدماء وجعلوه نبراسهم الذي يهتدون به في تفكيرهم. ص88
• إن القوى النفسية تنبثق من أعماق اللاشعور انبثاقاً آنياً مباغتاً، فهي لا تحتاج إلى مقدمات فكرية أو قياسات منطقية. إنها بالأحرى تحتاج إلى خمول أو ذهول لا تكدره أية خلجة فكرية واعية. ص98
• يقول الخبراء في فن الكتابة الحديثة: أكتب أول خاطر يطرأ على ذهنك، ولا تطول فيما تكتب، فإنك ستجد بعد لحظةٍ أن قلمك قد انسابَ في الموضوع انسياباً عجيباً حيث تكتب بلباقة لا عهدَ لكَ بها من قبل. ص104
• إن إهمال الفرد لمفاهيم المجتمع وقيمه هو الذي يدعو المجتمع إلى وصمه بوصمة الجنون. ولو تكاثر المجانين في مجتمع وبقي فيه فرد واحد عاقل لأصبح هذا الفرد هو المجنون وصاروا هم العقلاء. ص107
• إن كل ناجح يصيبه الغرور قليلاً أو كثيراً، ولذا تراه يعزو نجاحه إلى بُعد نظره وشدة سعية وقوة إرادته. والواقع أن للنجاح عوامل أخرى علاوة على هذه العوامل التي يتبجح بها الناجحون. ص111
• إن الذي يريد أن يرقى إلى منزلة رفيعة وهو غير موهوب بالصفات التي تؤهله لها، يؤذي نفسه أكثر مما ينفعها. إن الإرادة وحدها لا تكفي أبداً لنوال شيء، وربما كانت الإرادة عقبة في سبيل ذلك. فالإنسان ليس بالآلة الطيعة التي يمكن توجيهها في أية ناحية نشاء. ص114
• إن شعار المربين عندنا يدور في معظمه حول عبارة "كن.. ولا تكن" فهم يقولون للطفل: "أنت لا تشابه أولاد الناس.. فاجتهد حتى تكون مثلهم". وهذه طريقة تؤدي إلى الضرر من ناحيتين: فهي تغرز في مخيلة الطفل صورة متشائمة عن نفسه من ناحية، وهي تحرضه على إرادة النجاح من الناحية الأخرى. وهو يصبح إذن ضحية من ضحايا قانون الجهد المعكوس - يريد النجاح في عقله الواعي بينما هو يريد الفشل في عقله الباطن. ص121
• البرهان المنطقي لا يتعدى تأثيره في الغالب حدود العقل الواعي ولذا فهو لا يؤثر في المخيلة إلا قليلاً. أما الكلمات التي نرسلها على البديهة فهي تنغرز بعد تكرارها في اللاشعور وتصبح قوية الأثر في مصيرنا من حيث لا ندري. ص127
• إن القوى النفسية الخارقة أصبحت اليوم من الحقائق العلمية المقررة وقد أخذت التجارب المختبرية تؤيدها تأييداً لا بأس به. ولكن الذي يخشى بعض الباحثين منه هو أن تنتهي بهم هذه الأبحاث إلى اعتناق الأفكار الروحية القديمة التي ناضلوا في القرون الماضية نضالاً طويلاً في سبيل القضاء عليها. ص143
• لقد آن للناسِ أن يدركوا سر الحظِ الذي خَفيَ على الأجيالِ الماضية، وأن يلتفتوا إلى ما تحتوي عليه النفس البشرية من أفانين القوى التي تشتد في عملها كلما غفلنا عنها وتعني بنا متى أهملناها. ص158
• إن العقل الباطن هو عقل الإيمان والعقيدة الراسخة، بينما العقل الظاهر هو عقل التفكير والشك والتفلسف. فإذا أردت استخدام عقلك الباطن استخداماً صحيحاً، في النوم أو غيره، وجب عليك أن تبتعد عن كل ما يدعو إلى التفكير والتدليل والتفلسف. ص174
• إن العقل الباطن لا يعرف البرهان المنطقي ولا يستفيد منه. لا ينفع في العقل الباطن إلا تكرار الفكرة التي لا جدال فيها ولا ريب. ولهذا كثر نجاح البلهاء في الأمور التي تحتاج إلى الثقة ولا تحتاج إلى تالفكير والتدبير. ص176
• يعتقد المتصوفة أن هذه الخوارق التي يقومون بها آتية من صحة عقيدتهم، والواقع أنها آتية من قوة عقيدهم لا صحتها. فقوة العقيدة وعمقها وتغلغلها في اللاشعور هي التي تؤدي إلى ظهور الخوارق. ص185
• إن الصعود في مراقي النجاح لا يعتمد على سعي الفرد وحسن تدبيره دائماً. فالفرد مقيد في هذا السبيل بقيود لا تُحصى. فهو إن استطاع أن يتحرر من قيوده النفسية، مثلاً، وقفت في طريقه القيود الاجتماعية.. ص213
• الإنسان لا يستطيع أن يتجرد في تفكيره تجرداً تاماً إذ هو مقيد بقيود نفسية واجتماعية وحضارية. وهذه القيود لا يحس بها الإنسان حين يفكر، فهي لا شعورية، وهو يعتقد عادة بأنه حر في تفكيره بينما هو في الواقع مقيد في ذلك كل التقييد. ص218
• من المؤسف حقاً أن نرى مدارسنا وكلياتنا تعني، في تربية طلابها، بالشعور وحده وتهمل اللاشعور. وبعبارة أخرى: إنها تربي فيهم العقل الظاهر وتترك العقل الباطن ينمو كما يهوى، وبذلك تخلق في تكوين شخصيتهم دواعي  الازدواج البغيض. ص222
• لعلنا لا نغالي إذا قلنا: بأن المدرسة لا تتقن إلا طلاء الإنسان ولا تزوِّق إلا مظهره، أما لُباب نفسه وأعماق عقله الباطن فالمدرسة لا تمسها إلا قليلاً. ص232
▬ إن تركيب العقل البشري متماثل في جميع الناس سيان في ذلك بين المتعلمين منهم وغير المتعلمين. فكل إنسان على عقله منظار أو إطار ينظر إلى الكون من خلاله، وهو إذن لا يصدق بالأمور التي تقع خارج هذا الإطار. وكثيراً ما يختلف اثنان على حقيقة من الحقائق: هذا يؤمن بها كأنه يراها رأي العين وذلك ينكر وجودها إنكاراً تاماً. فإذا فحصنا مصدر الخلاف ووجدناه كامناً في الإطار الذي ينظر به كل منهما إلى الحقيقة. إنهما ربما كانا على درجة متقاربة من الذكاء وقوة التفكير ولكن الإطار الذي وضع على عقل كل منهما جعل أحدهما ينظر إلى الحقيقة من زاوية تختلف عن زاوية الآخر.. إن من البلاهة إذاً أن نحاول اقناع غيرنا على رأي من الآراء بنفس البراهين التي نقنع بها أنفسنا. يجدر بنا أن نغير وجهة إطاره الفكري أولاً وإذ ذاك نجده قد مال إلى الإصغاء إلى براهيننا بشكل يدعو إلى العجب الشديد. صـ 13
▬ وإني أود أن أصارح القارئ بأني كنتُ في أيام شبابي ضحية من ضحايا هذا المبدأ السخيف، مبدأ "من جد وجد". فقد كنت أضيع معظم أوقاتي بالكدح والحرص والمثابرة ووضع الخطط ثم محاولة تنفيذها بدقة. وقد وجدت نفسي أخيراً أضعف في معركة الحياة وأقل نجاحاً من أولئك المسترسلين الذين كانوا يسيرون على طبيعتهم من غير تكلف أو حرص أو جهد كبير [..] مما لا ريب فيه أنه ليس هناك حظ بالمعنى الذي يفهمه الناس عادة من هذه الكلمة. إن هناك بالأحرى قوى لا شعورية تنبثق من أغوار النفس ويكون لها أثر لا يُستهان به في نجاح الفرد أو نبوغه أو تفوقه. والفرق الذي نراه أحياناً بين فرد وآخر في مبلغ النجاح رغم تشابههما في السعي والذكاء ناتج في الأغلب من كون أحدهما يسمح لقواه اللاشعورية بالانبثاق ويستفيد منها في حياته العملية، بينما يكدح الأآخر طول وقته ويجهد نفسه فيكبح بذلك تلك القوى ولا يُصغي لحوادسها وحوافزها، ولذا تراه قد ابتعد رغم أنفه عن طريق النجاح [...] ونحن لا نحاول بهذا أن نستصغر أهمية الإرادة والجهد والسعي أو ننكر أثرها في نجاح الفرد. ولكننا نريد أن نعين لهذه الأمور حدها الذي تقف عنده ونوضح مجالها الذي ينبغي أن لا تتعداه. فهناك أوقات يحتاج فيها الفرد إلى السعي والجهد. وهناك أوقات أخرى تقتضي من الفرد الانسياب والاسترسال واللامبالاة وقلة الحرص. والسعيد هو من استطاع أن يفرّق بين هذه الأوقات وتلك ثم يسلك في كل حين حسبما يقتضيه المقام. صـ 14، 15
▬ إن الإطار الفكري الذي ينظر الإنسان من خلاله إلى الكون مؤلف جزؤه الأكبر من المصطلحات والمألوفات والمفترضات التي يوحي بها المجتمع إليه ويغرزها في أعماق عقله الباطن. والإنسان إذن متأثر بها من حيث لا يشعر. فهو حين ينظر إلى ما حوله لا يدرك أن نظرته مقيده ومحدودة. وكل يقينه أنه حر في تفكيره. وهنا يكمن الخطر، فهو لا يكاد يرى أحداً يخالفه في رأيه حت يثور غاضباً ويتحفز للاعتداء عليه. وهو عندما يعتدي على المخالف له بالرأي لا يعد ذلك شيئاً ولا ظلما إذ هو يعتقد بأن يجهاد في سبيل الحقيقة ويكافح ضد الباطل. صــ 47
▬ لقد دل التاريخ على أن كل دين، مهما كان نوعه، لا يكاد ينتشر حتى ينشق على نفسه؛ أي أنه لا يكاد ينتصر وينجح حتى تظهر فيه الفرق المتطاحنة والشيع المتنابذة. وكل فرقة تدعي أنها هي الأحق والأعدل وأنها وحدها الناجية من دون الفرق الأخرى. والعجيب أن نرى المؤرخين يعزون سبب التفرق في دين من الأديان إلى فلان أو فلان من شخصيات التاريخ ثم يأخذون بذمه وصب اللعنات عليه على اعتبار أنه قد فرق الأمة وشق عصا الجماعة. الواقع أن التفرقة طبيعة لازبة من طبائع العقل البشري. والتفرقة لا تبدأ عادة إلا بعد النصر لأن نزاع المصالح يأخذ عند ذلك بالظهور.. فالجماعة تكون في فترة الكفاح الأولى متكتلة لا اختلاف فيها لأن مصلحة الفرد ومصلحة المجموع تكون آنذاك واحدة. أما فإن يبدأ النصر وتنهال الغنائم، وحين يترف بضعة أفراد على  حساب الآخرين، فنجد غول التفرقة قد أخذ يكشر عن أنيابه. صـ 55
▬ منطق أرسطو يريد أن يأخذ  عن الأمور صورة ثابتة مطلقة ويعتبرها نهائية. هذا بينما الحياة في حركة متواصلة والفوتوغراف لا يمثل من حقيقتها إلا لحظة عابرة. فالمنطاقة القدماء قد يحكمون على شيء أنه خير أو أنه شر ويظلون يتدرجون في أقيستهم المنطقية بعدئذٍ استناداً على حكمهم الأول هذا - غير دارين بأن الشيء ربما تغير في طبيعته بعد صدور الحكم عليه، وهو ربما أصبحَ خيراً بعدما كان شراً أو شراً بعدما كان خيراً. إنهم يعتبرون الشيء جاهزاً قد انتهى أمره ولذا يعدون حكمهم عليه نهائياً لا يجوز فيه التبديل. والويل للشعب الذي يحكمه أصحاب هذا المنطق، فالشعب في دأب متواصل وكفاح في سبيل العيش، بينما هم قابعون في أبراجهم العالية يشرفون على الشعب من علٍ ويفرضون عليه أحكامهم الثابتة النهائية. صـ 81
▬ يُقال إن بعض الخطباء  البارعين كانوا إذا وقفوا للخطابة ينسون أنفسهم، ويأخذ العرق بالتصبب منهم حتى في برد الشتاء. وقد سُئل أحد هؤلاء الخطباء مرة عن سر براعته الخطابية، فأجاب: إنه حين يرقى منصة الخطابة لا يدري ماذا سيقول. فهو يصبح في تلك الساعة شبيها بآلة المذياع التي تتلقى أمواج محطة من محطات الإذاعة. إنه آنذاك يدخل في شبه ذهول أو غيبوبة ولعله بهذه الطريقة يجعل ذهنه صافياً مستعداً لتلقي الأمواج النفسية من الحاضرين ويستجيب لها على بديهته التي لا يعتريها التكلف والتصنع.. إن الخطابة الارتجالية أو المحاضرة أو المناظرة أو ما أشبه تحتاج إلى استلهام اللاشعور أكثر مما تحتاج إلى أي شيء آخر.. صــ 101
▬ إن الذين يحرضون أبناءهم على تقليد الغير هم في الحقيقة بدو قد ارتدوا رداء المتمدنين. فالمجتمع البدوي لا يقوم على تنوع الاختصاص إلا قليلاً إذ هو مجتمع غزو وسلب ونهب. والحياة البدوية منصبة في معظمها على تمجيد الشجاعة والكرامة. فالبدوي ينهب الناس من جهة ليبذل ما سلب على ضيوفه من جهة أخرى. ولهذا أصبح من الضروري على الوالد البدوي أن يحرض ولده على تقليد غيره. فثمة اختصاص واحد ينبغي على أفراد القبيلة جميعاً أن يحذقوه. ومن يفشل فيه فقد حق له أن يبتئس وآن له أن يفنى في ذلك المعترك الصحراوي العنيف. يمكن اعتبار الصحراء بمثابة الغربال، إذ لا يبقى فيه إلا من كان قوياً جلداً يأكل ولا يؤكل. وهي كذلك مصنع ينتج نوعاً واحداً من البشر - هم الأبطال الكرام. فالطفل البدوي إذن مضطر أن يكون بطلاً كريماً أو يموت، حيث يأكله غيره من الأبطال الكرام. صـ 123
▬ إن الإبداع الفكري يحتاج، كما لا يَخفى، إلى أن يمر في مرحلتين هما مرحلة الخزن ومرحلة الاجترار. وبعبارة أخرى أن كل مبدع أو مفكر يحتاج في أول الأمر إلى عمل دائب حيث يجمع به المعلومات اللازمة فيخزنها في عقله الباطن لتختمر فيه وتنضج. وهذه هي ما نسميها بمرحلة الخزن. فإن اجتاز المفكر هذه المرحلة، لجأ إلى المرحلة الثانية وهي مرحلة الاجترار حيث تراه قد جلس بعيداً، كالبقرة التي تجتر ما خزنت في كرشها من طعام غير مهضوم، وأخذ يسبح سادراً في خيالات تشبه أحلام اليقظة. إنه يترك عقله الباطن آنذاك هائماً في خيالاته كما يشاء. وحينئذ تنبعث لديه معظم أفكار الإبداع والابتكار والاختراع.. ومثل هذا يُقال عن أي شخص ماهر في مختلف الفنون والحرف والصناعات. فالماهر تراه دؤوباً كادحاً حين يتمرن على فنه ويتعلم مبادئه ولكنه عند الإنتاج ينسى نفسه وينغمر في عمله ويصبح آنذاك كالحالم الذي لا وعي له ولا إرادة. صـ 137
▬ يحاول دعاة الحقيقة في كل حين أن يكاحفوا الأوهام بين الناس، وما دروا أن الوهم ربما كان أنفع من الحقيقة أحياناً. فلو أن الإنسان عاش على الحقيقة وحدها لفني منذ زمانٍ بعيد.. لقد جهزتنا المدنية الحديثة بكثير من الأدوية الناجعة والوسائل المفيدة فأصبحنا نستطيع أن نستعيض بها عن اعتناق الأوهام  والخرافات ولكن ماذا يصنع ذلك الفطري العائش في غابات أفريقيا، أو هذا الريفي الساكن في قرية نائية منعزلة. إنه أمام الأمراض والمخاطر وجهاً لوجه، وهو لا يملك تجاهها أية وسيلة مادية قادرة على وقايته منها. إن من الضرر إذن أن نطلب من هذا الفطري أن يترك أوهامه وخرافاته ويصير واقعياً في تفكيره.. إن الأوهام لها وظيفتها في كثير من الحضارات والمجتمعات، فهي كالدواء في البيئة التي لا دواء فيها، وكالحجر  الصحي بين أولئك الذين لم يعرفوا بعد حقيقة الأمراض ومصدرها الميكروبي. صـ 198
▬ لو درسنا شخصية كل من الناجحين العظام لوجدناها غريبة الأطوار. فهي لا تأخذ قالباً معيناً فتظل فيه زماً طويلاً. كل يوم هي في شأن. وهنا يظهر امتياز الناجح العظيم عن الرجل العادي. فالرجل العادي له شخصية متحجرة لا تتغير ولا تتبدل إلا نادراً. فأنت تستطيع أن تعرفه بسيماه في كل حين. أما الرجل العظيم فتراه جياشاً لا يقر له قرار، فتارة تجده بارداً غير مكترث وتارة تجده جباراً وثاباً يضرب الضربة فلا يثنيها. وهو حكيم أحياناً خرافي أحياناً أخرى، عاقل مرة مجنون مرة. مؤمن في بعض أوقاته، مشكك في أوقاته الباقية.. إن شخصية العظيم في الواقع شاذة. ومن المخجل أن نرى العاديين من الناس يريدون تقليد العظيم ويحاولون أن يكونوا مثله، وشتان ما بين الثرى والثريا. إن العظمة مزيج غريب بين مواهب الشعور واللاشعور. فالعظيم يسعى ويكد، ويدقق ويحقق، حتى إذا دنت ساعة الحسم يضرب ضربته القاصمة التي لا تخضع لتدقيق ولا تحقيق. صــ 206

## كتب أخرى للمؤلف
- الازدواجية الشخصية للفرد العراقي، والتي عممها على الفرد العربي.
- التناشز الاجتماعي، وهي تحوير لإطروحة وليم اوغبرن "الفجوة الثقافية".
- مهزلة العقل البشري.
- وعاظ السلاطين.
- خوارق اللاشعور (أو أسرار الشخصية الناجحة).
- هكذا قتلوا قرة العين، وهي قصة مقتطفة من الجزء الثاني من كتاب لمحات اجتماعية من تاريخ العراق الحديث.
- لمحات اجتماعية من تاريخ العراق الحديث (6 أجزاء).
- الأحلام بين العلم والعقيدة.
- منطق ابن خلدون.
- قصة الأشراف وابن سعود.
- أسطورة الأدب الرفيع.
- دراسة في طبيعة المجتمع العراقي
- شخصية الفرد العراقي، بحث في نفسية الشعب العراقي على ضوء علم الاجتماع الحديث.
- أكثر من 150 بحثا مودعة في مكتبة قسم علم الاجتماع في كلية الاداب جامعة بغداد.